# Maguvinahallimel Kamanahalli, Gundlupet
Maguvinahallimel Kamanahalli là một làng thuộc tehsil Gundlupet, huyện Chamarajanagar, bang Karnataka, Ấn Độ.